# Сім'явипорскування
Чоловіча еякуля́ція (лат. ejaculatio — викидання, виверження; синонім — сім'явилиття́, сім'явипо́рскування) — складний рефлекторний акт, виділення насінної рідини із сечовивідного каналу у самців, зазвичай супроводжується оргазмом. Як правило, є результатом статевих зносин або інших форм статевої активності. Також може відбуватися під час сну (полюція). Іноді може викликатися захворюванням простати.
Нервовий центр процесу еякуляції знаходиться в поперековому відділі спинного мозку. До еякуляції й пов'язаного з нею оргазму призводить зазвичай різке наростання статевого збудження в процесі фрикцій.
Зазвичай після еякуляції кровонаповнення статевого члена починає зменшуватися і ерекція поступово слабшає.

## Наступу еякуляції нерідко передує передеякуляція
Передеякулят — це прозора, безбарвна, в'язка рідина, яка виділяється із сечівника статевого члена чоловіка назовні, коли він приходить в стан статевого збудження. Предеякулят виділяється чоловіком також під час мастурбації, при підготовці до статевих зносин або на ранній стадії сексу, за якийсь час перед тим, коли чоловік повністю досягне оргазму і у нього станеться сім'явиверження.

## Фази чоловічої еякуляції

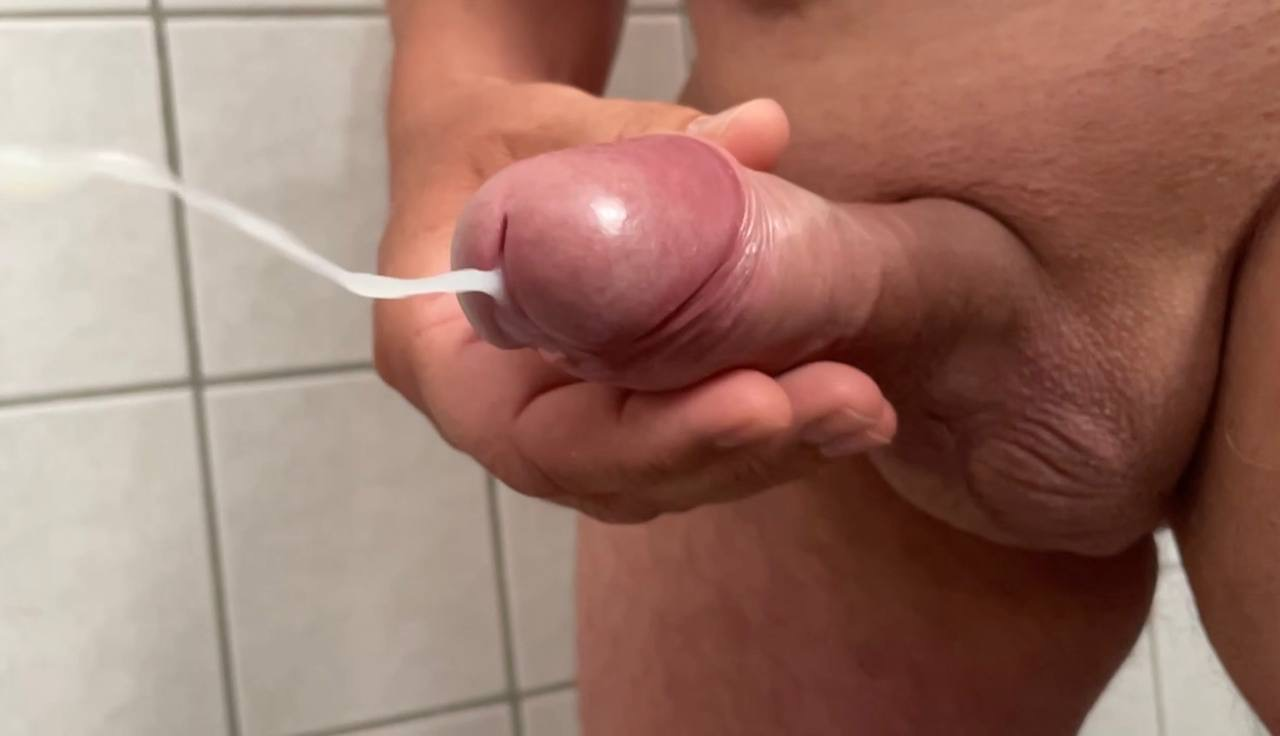
Швидкість на початковій фазі викиду сперми в діапазоні 5–12 м/с (18–45 км/год)

Процес еякуляції складається з двох фаз:
- виведення насіння в передміхурову частину уретри з придатка яєчка;
- викид насінної рідини з уретри.

Перша (емісійна) фаза еякуляторного рефлексу знаходиться під контролем симпатичної нервової системи. Друга фаза (виверження насіння з уретри) управляється спінальним рефлексом на рівні корінців спинного мозку S2-S4. Передача нервового імпульсу, що забезпечує завершення еякуляції, відбувається по сороміцькому нерву. Після завершення еякуляції настає рефрактерний період, протягом якого повторне досягнення еякуляції неможливе або утруднене.

### Емісійна фаза
Під час емісійної фази процесу еякуляції гладка мускулатура сім'яних канальців придатків яєчок (vas deferens) скорочується, внаслідок чого сперма викидається з придатків яєчок і досягає широкої верхньої ампулярної частини сім'явивідних протоків. Початок емісійної фази супроводжується відчуттям неминучості настання еякуляції. Потім сперма проходить еякуляторним трактом, змішуючись з рідиною з сім'яних міхурців, простати і бульбоуретральних залоз, внаслідок чого формується насіння, або еякулят.

### Фаза викиду сімені
Під час фази викиду сформований раніше еякулят вивергається з уретри за допомогою ритмічних скорочень гладкої мускулатури так званого бульбоспонгіозного м'язу. Ці ритмічні скорочення є частиною чоловічого оргазму. Типовий чоловічий оргазм триває в середньому близько 17 с, однак його тривалість може становити від кількох секунд до приблизно хвилини. Після початку оргазму сперма поштовхами викидається з уретри, спочатку невеликими порціями, потім викид досягає максимального обсягу і сили, після чого об'єм і сила викиду поступово зменшуються. Останні кілька «поштовхів» можуть бути порожніми скороченнями, при яких додаткового викиду сперми вже не відбувається. Типовий чоловічий оргазм складається з 10—15 скорочень бульбоспонгіозного м'язу, кожне з яких супроводжується надзвичайно фізіологічно приємними відчуттями в тілі чоловіка. Після того, як відбулося перше скорочення бульбоспонгіозного м'язу, ніякі дії не можуть допомогти чоловікові зупинити подальше сім'явипорскування. Частота скорочень м'яза поступово зменшується протягом оргазму. Початкові скорочення відбуваються в середньому кожні 0,6 с, з поступовим збільшенням тривалості скорочення та інтервалу між скороченнями на приблизно 0,1 с на кожне скорочення. Скорочення цього м'язу у більшості чоловіків відбуваються ритмічно, регулярно протягом усього часу оргазму. Багато чоловіків можуть також відчувати нерегулярні додаткові скорочення в кінці оргазму.

## Характеристики еякуляції

Уповільнення до 270 кадрів за секунду

### Об'єм
Сила і кількість сперми, яка викидається під час еякуляції, широко варіюється у чоловіків, містить від 0,1 до 10 мілілітрів (для порівняння, чайна ложка вміщує 5 мл, а столова — 15 мл). На об'єм сперми дорослого впливає час, що минув з моменту його попередньої еякуляції; більший об'єм сперми розвивається при більш тривалому утриманні. Тривалість стимуляції, що призводить до еякуляції, може впливати на об'єм. Аномально низький об'єм сперми відомий як гіпоспермія, а аномально високий — як гіперспермія. Однією з можливих основних причин низького об'єму або повної відсутності сперми є обструкція сім'явивідних шляхів. Це нормально, коли кількість сперми зменшується з віком.

### Якість
Кількість сперматозоїдів в еякуляції варіює в широких межах, залежно від багатьох факторів, включаючи час з моменту попередньої еякуляції, вік, рівень стресу, та тестостерон. Більш тривалий час сексуальної стимуляції, що безпосередньо передує еякуляції, може призвести до вищої концентрації сперматозоїдів. Незвично низька кількість сперматозоїдів, що відрізняється від низького об'єму сперми, відома як олігоспермія, а відсутність будь-яких сперматозоїдів у спермі називається азооспермія.

## Стимуляція
Нормальним попередником еякуляції є сексуальне збудження чоловіка, що призводить до ерекція статевого члена, хоча не всі збудження або ерекції призводять до еякуляції, а еякуляція не вимагає ерекції. Сексуальна стимуляція пеніса під час мастурбація або вагінальний, анальний, оральний, мануальний або непроникаючий сексуальної активності може забезпечити необхідний стимул для досягнення чоловіком оргазму та еякуляції. Що стосується інтравагінальної затримки еякуляції, то чоловіки зазвичай досягають оргазму через п'ять-сім хвилин після початку пеніcно-вагінального статевого акту, враховуючи їхнє бажання та бажання їхніх партнерів, але 10 хвилин також є поширеним часом затримки інтравагінальної еякуляції. Тривала стимуляція або через прелюдія (поцілунки, пестощі та пряма стимуляція ерогенних зон перед проникненням під час статевого акту), або через погладжування (під час мастурбації) призводить до адекватного збудження та вироблення передеякуляційної рідини. Інфекційні агенти (включаючи ВІЛ) можуть бути присутніми в передеякуляті.

## Рефрактерний період
Більшість чоловіків відчувають рефрактерний період одразу після оргазму, під час якого вони не можуть досягти наступної ерекції, і довший період, перш ніж вони зможуть досягти наступної еякуляції. У цей час чоловік відчуває глибоке і часто приємне відчуття розслаблення, зазвичай у паху і стегнах. Тривалість рефрактерного періоду значно варіюється, навіть для однієї людини. Вік впливає на час відновлення, причому молоді чоловіки відновлюються швидше, ніж старші, хоча і не завжди.
У той час як деякі чоловіки мають рефрактерні періоди тривалістю 15 хвилин і більше, інші здатні відчувати сексуальне збудження відразу після еякуляції. Короткий період відновлення може дозволити партнерам продовжувати сексуальні ігри відносно безперервно до еякуляції. У деяких чоловіків після еякуляції пеніс стає надчутливим до стимуляції, що може зробити сексуальну стимуляцію неприємною навіть тоді, коли вони можуть бути сексуально збудженими.
Деякі чоловіки здатні досягати множинних оргазмів, з типовою послідовністю еякуляції та рефрактерного періоду або без них. Деякі з цих чоловіків повідомляють, що не помічають рефрактерних періодів, або здатні підтримувати ерекцію, «підтримуючи сексуальну активність з повною ерекцією, поки вони не пройшли свій рефрактерний період для оргазму, коли вони продовжували мати другий або третій оргазм».

## Розвиток

### Період статевого дозрівання
Перша еякуляція у чоловіків часто відбувається приблизно через 12 місяців після настання статевої зрілості, як правило, через мастурбацію або нічну еякуляцію (вологі сни). Цей перший об'єм сперми невеликий. Типова еякуляція протягом наступних трьох місяців дає менше 1 мл сперми. Сперма, що виробляється під час раннього статевого дозрівання, також зазвичай прозора. Після еякуляції ця рання сперма залишається желеподібною і, на відміну від сперми зрілих чоловіків, не піддається розрідженню. Узагальнена інформація про розвиток сперми наведена в таблиці 1.
У більшості перших еякуляцій (90 %) сперма відсутня. З тих небагатьох ранніх еякуляцій, які містять сперматозоїди, більшість сперматозоїдів (97 %) не мають руху. Решта сперматозоїдів (3 %) мають аномальний рух.
У міру проходження чоловіком статевого дозрівання сперма розвиває зрілі характеристики зі збільшенням кількості нормальних сперматозоїдів. Сперма, вироблена через 12—14 місяців після першої еякуляції, розріджується через короткий проміжок часу. Протягом 24 місяців після першої еякуляції об'єм сперми, а також кількість і характеристики сперматозоїдів відповідають показникам сперми дорослого чоловіка.

## Проблеми еякуляції

### Передчасна еякуляція
Еякуляція вважається (абсолютно) передчасною, якщо відбувається до або одразу ж після інтромісії (введення статевого члена в піхву) та відносно передчасною, якщо не дає змоги сексуально задовольнити партнерку (відносною називається тому, що може обумовлюватися загальмованими сексуальними реакціями жінки). Ці уявлення багато в чому пов'язані з традиційним запереченням різних проявів сексуальної активності, крім вагінального сексу, які можуть приводити жінку до оргазму. Причиною передчасної еякуляції може бути тривалий період сексуальної абстиненції.

### Запізніла еякуляція
Хоча сам термін «запізніла еякуляція» може вживатися в медицині, найчастіше йдеться про неможливість чоловіка досягти оргазму через різні психологічні чинники. У таких випадках навіть за настання оргазму кількість еякуляту може бути недостатньою для зачаття (всупереч народній думці «що довше, то більше»), і пацієнту можуть бути рекомендовані певні вправи, як фізичні, так і психологічні, для сприяння правильному досягненню оргазму. 

### Техніка перерваних фрикцій
Деякі чоловіки, шукаючи досягнення максимального оргазму, можуть натренувати в собі можливість переривати статевий акт під час його наближення, тим самим утримуючи еякулят біля виходу в уретру і відтермінувавши настання оргазму. Проте така техніка може позначитися на прояві проблем, пов'язаних з еякулюванням, а також атрофувати бульбоспонгіозний м'яз або викликати простатит.

## У порнографії
У порнографії існує окремий жанр — буккаке (від яп. 打っ 掛ける, «лити воду»), що фокусується на процесі еякуляції.